# La masia de 1907
La masia de 1907 va ser un reality show de Televisió de Catalunya emès per TV3. Era un joc de convivència que seguia l'adaptació de dues famílies a la vida rural de principis del segle xx. La tardor del 2007 van treure a la venda el llibre: La masia de 1907, escrit per Llorenç Ferrer i Alòs de l'editorial Ara Llibres.
Aquest reality show estava protagonitzat per dues famílies: els Pérez i els Camañes.

## Normes
- Els participants van passar dos mesos en una masia ambientada en l'any 1907, i es van haver d'adaptar a l'estil de vida dels masovers d'aquella època.
- No van poder tenir cap contacte amb el món exterior.
- Havien de portar roba de l'època en tot moment.
- No disposaven de cap aparell modern.
- Ells sols havien de tirar endavant la casa.